# Университет Тампере
Университе́т Тампере (фин. Tampereen yliopisto швед. Tammerfors universitet) — один из университетов Финляндии, располагающийся на юге Финляндии, в городе Тампере. Основан в 1925 году.
В 2013 году в рейтинге авторитетной британской компании QS Quacquarelli Symonds университет занимал 376-е место среди лучших университетов мира.

## История
Изначально университет был основан в городе Хельсинки в 1925 году и назывался тогда Гражданской Академией. В академии числилось на тот момент 27 студентов. В 1930 году учебное заведение переименовали в Институт Социальных Наук. К тому времени количество студентов возросло до 195.
В 1960 году учебное заведение переехало в город Тампере, и в 1966 году получило название: Университет Тампере.
В 2011 году в университете провели реструктруализацию факультетов, соединив между собой некоторые факультеты и изменив их названия. Ректором университета является на данный момент Кайя Холли (фин. Kaija Holli)

## Факультеты
- Биологический
- Информационный
- Факультет управления
- Педагогики
- Факультет современных языков, переводоведения и литературы
- Медицинский
- Факультет коммуникаций и медиа
- Факультет социально-культурной деятельности

Также университет имеет ряд магистратур и аспирантур: гуманитарных наук, экономики, педагогики, обществоведения, психологии.